# Bodzentyn
Bodzentyn là một thị trấn thuộc huyện Kielecki, tỉnh Świętokrzyskie ở trung tâm Ba Lan. Thị trấn có diện tích 8 km². Đến ngày 1 tháng 1 năm 2011, dân số của thị trấn là 2223 người và mật độ 257 người/km².